# Chaerephon aloysiisabaudiae
Chaerephon aloysiisabaudiae е вид прилеп от семейство Булдогови прилепи (Molossidae). Видът не е застрашен от изчезване.

## Разпространение и местообитание
Разпространен е в Габон, Гана, Демократична република Конго, Камерун, Кот д'Ивоар, Уганда, Централноафриканска република и Южен Судан.
Обитава гористи местности, савани, крайбрежия и плажове в райони с тропически и субтропичен климат, при средна месечна температура около 24,5 градуса.

## Описание
Популацията на вида е намаляваща.